# دانشگاه کلرادو شمالی

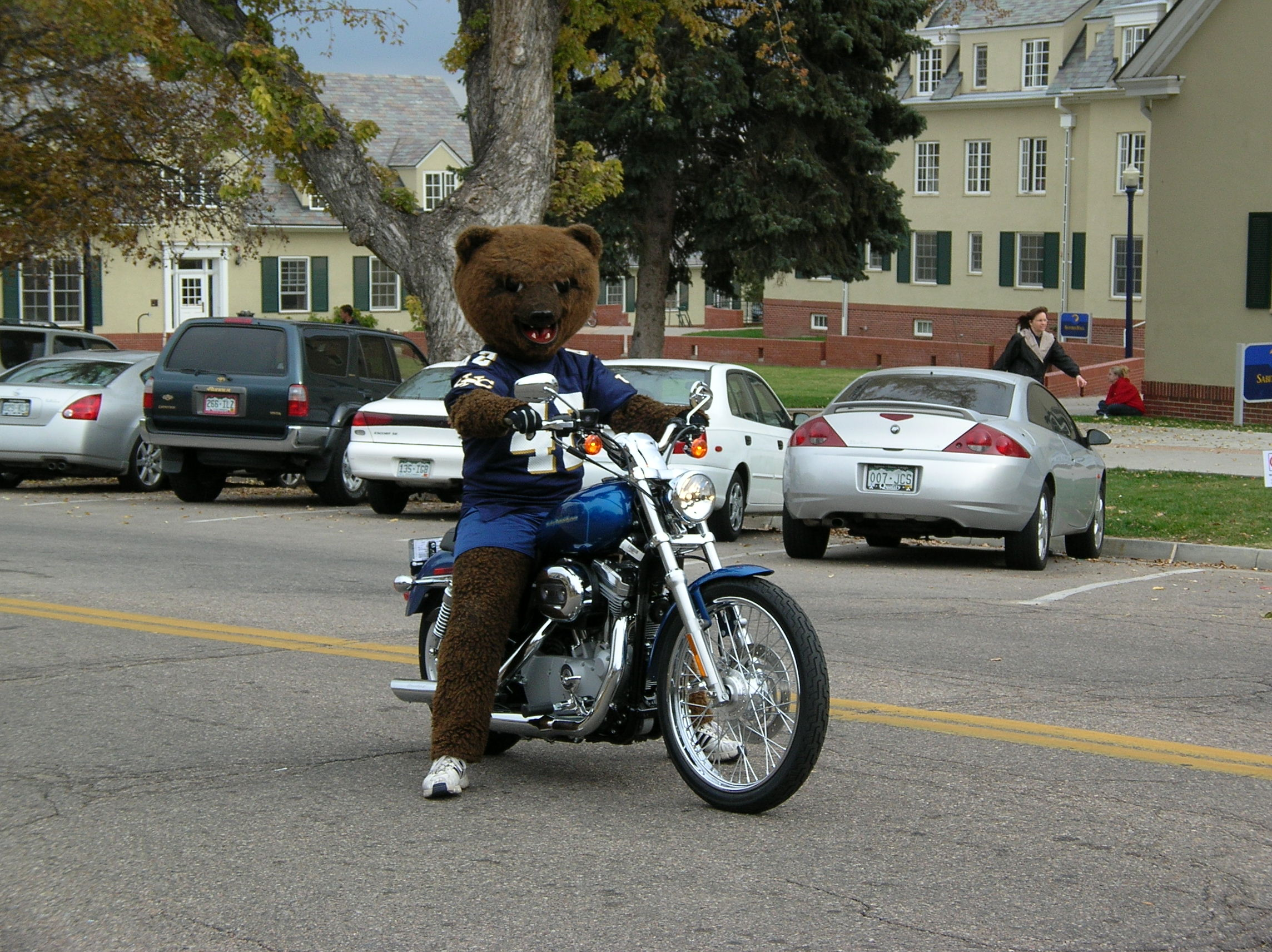
مسکات دانشگاه

دانشگاه کلرادو شمالی (به انگلیسی: University of Northern Colorado) یک دانشگاه آموزشی عالی و تحقیقاتی است که در «گریلی» کلرادو واقع شده‌است. دانشگاه در سال 1889 با عنوان «مدرسه تربیت معلم کلرادو» تأسیس گردید و دارای سابقه‌ای طولانی و جدی در امر آموزش معلمان می‌باشد.
دانشگاه سومین مرکز تربیت معلم دولتی در ایالت کلرادو می‌باشد.
در سال 1970 با تصویب قطعنامه‌ای نام «مدرسه» به «دانشگاه کلرادو شمالی» تغییر یافت.